# 나투나해

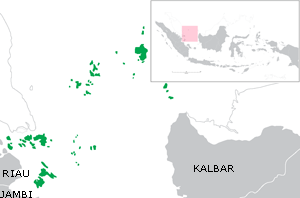
나투나 해의 위치

나투나 해(인도네시아어: Laut Natuna)는 북쪽에 남중국해, 동쪽에 칼리만탄, 남쪽에 카리마타 해협, 서쪽에 싱가포르 해협으로 둘러싸인 바다를 말한다.